# Lindera nacusua
Lindera nacusua là loài thực vật có hoa trong họ Nguyệt quế. Loài này được (D. Don) Merr. miêu tả khoa học đầu tiên năm 1936.